# Trollsgöl
Trollsgöl är en sjö i Nässjö kommun i Småland och ingår i Motala ströms huvudavrinningsområde. Sjön har en area på 0,0419 kvadratkilometer och ligger 282 meter över havet.

## Delavrinningsområde
Trollsgöl ingår i det delavrinningsområde (639402-142215) som SMHI kallar för Mynnar i Stensjöån. Medelhöjden är 301 meter över havet och ytan är 18,17 kvadratkilometer. Det finns ett delavrinningsområde uppströms, och räknas det in blir den ackumulerade arean 24,18 kvadratkilometer. Bokån som avvattnar avrinningsområdet har biflödesordning 3, vilket innebär att vattnet flödar genom totalt 3 vattendrag innan det når havet efter 238 kilometer. Delavrinningsområdet består mestadels av skog (38 %), öppen mark (29 %) och jordbruk (22 %). Avrinningsområdet har 0,04 kvadratkilometer vattenytor vilket ger det en sjöprocent på 0,2 %.